# Porast dionica tvrtke GameStop 2021.
Porast dionica tvrtke GameStop dogodio se početkom 2021. Dionica ove tvrtke čija je djelatnost maloprodaja računalnih igara i potrošačke elektronike pri vrhuncu 28. siječnja dosegla je predtržišnu cijenu od preko 500 dolara, gotovo trideset puta veću od cijene na početku mjeseca.
Skok dionice potaknula je internet zajednica r/wallstreetbets (odjeljak internet foruma Reddit), čiji su članovi, mali investitori, koordinirali akciju istovremene i naprasne kupnje velikog broja ovih dionica, što im je podiglo cijenu i smanjilo dostupnost na tržištu. Budući da se nekoliko hedge fondova ranije kladilo na pad ovih dionica u shemi kratke prodaje (shodno čemu su bili u situaciji da ih moraju otkupiti po uvećanoj umjesto po umanjenoj cijeni), pretrpjeli su milijarde dolara gubitka. Ubrzo se ovaj fenomen proširio na dionice brojnih drugih tvrtki koje su bile u shemi kratke prodaje, na primjer u slučaju američkog kino operatora AMC Entertainment.
Zbog nedostatka položenih sredstava osiguranja kod klirinških kuća, nekoliko brokerskih kuća, uključujući Robinhood, TD Ameritrade / Charles Schwab, Interactive Brokers i Webull u SAD-u i Trade Republic na njemačkom tržištu, 28. siječnja onemogućilo je kupovinu ovih dionica, ali ostavivši istovremeno mogućnost njihove prodaje, što je okarakterizirano kao manipuliranje cijenom. To je izazvalo brojne i oštre kritike, pa su direktori ovih društava pozvani da svjedoče u Kongresu, koji je o ovom događaju poveo istragu.